# Agnieszka Kobus
Agnieszka Kobus-Zawojska, född 28 augusti 1990 i Warszawa, är en polsk roddare.
Kobus blev olympisk bronsmedaljör i scullerfyra vid sommarspelen 2016 i Rio de Janeiro. Vid olympiska sommarspelen 2020 i Tokyo tog Kobus silver tillsammans med Marta Wieliczko, Maria Sajdak och Katarzyna Zillmann i scullerfyra.